# Madonna di Piné

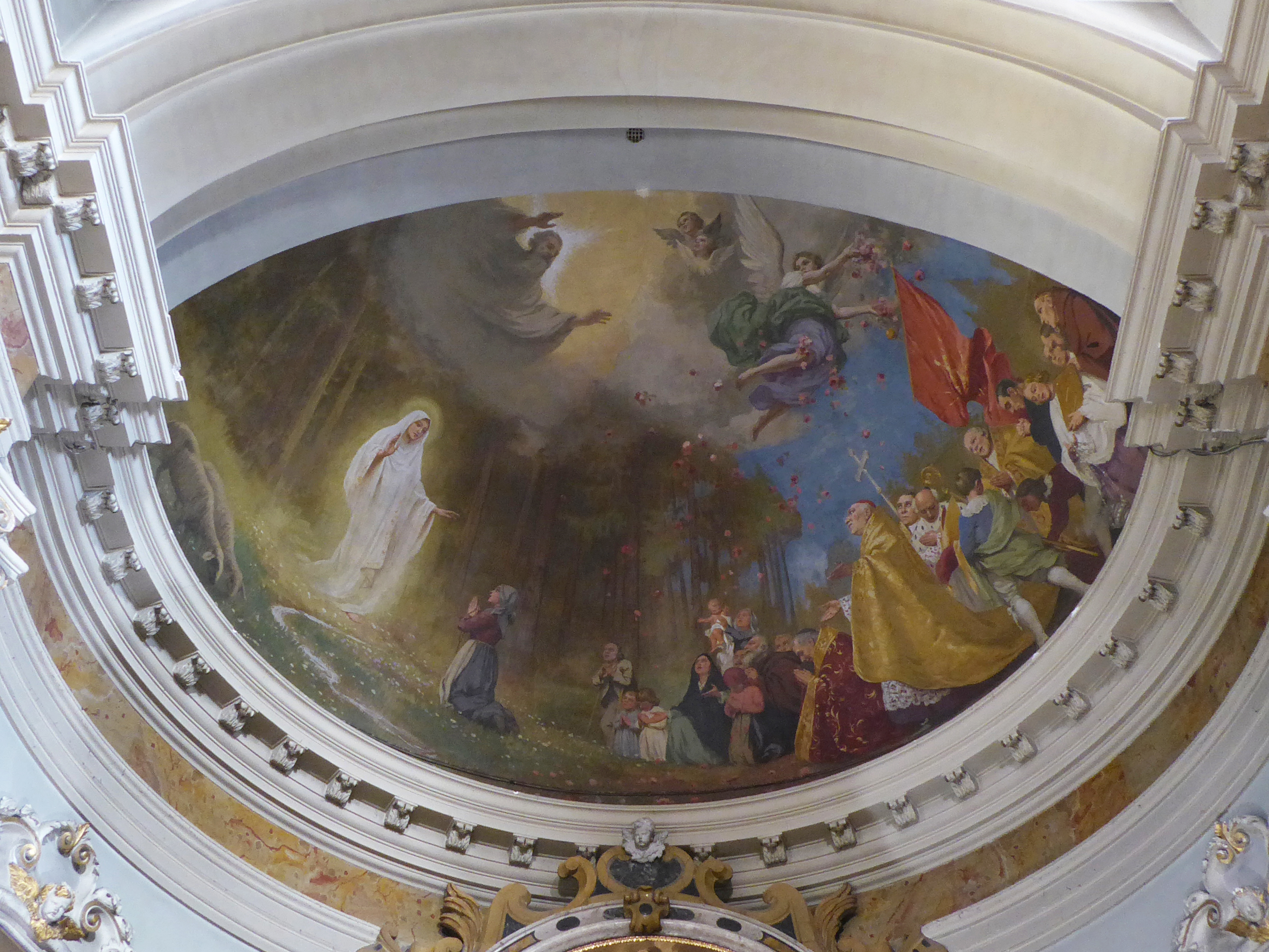
Affresco del catino absidale del santuario della Comparsa, opera di Duilio Corompai, raffigurante la prima apparizione della Madonna a Domenica Targa. Sono rappresentati anche vari fedeli, fra cui il patriarca di Venezia La Fontaine e il vescovo di Trento Endrici

Con l'appellativo Madonna di Piné si fa riferimento alle apparizioni mariane che sarebbero avvenute tra il 1729 e il 1730 a Montagnaga, sull'altopiano di Piné, alla pastorella Domenica Targa.

## Storia

### Apparizioni
Giacomo Moser, un contadino di Montagnaga, si era recato più volte agli inizi del Settecento al santuario della Madonna di Caravaggio e in una di queste occasioni aveva portato con sé, al ritorno, un'immagine della Madonna di Caravaggio, che esponeva su di un altare della locale chiesa di Sant'Anna ogni 26 maggio. 
Domenica Targa era una fra i tanti paesani incuriositi dal racconto delle grazie ricevute da chi si è recato alla Madonna di Caravaggio, tuttavia non ottenne dai genitori il consenso per recarsi al celebre santuario bergamasco. Verso mezzogiorno del 14 maggio 1729, Domenica si trovava a pascolare il bestiame nella conca del "Palustel" (l'odierna conca della Comparsa), recitando il rosario, quand'ecco le apparve una donna in vesti bianche: la Vergine istruì Domenica di non insistere per andare a Caravaggio, ma di recarsi invece nella chiesa di Sant'Anna la sera dell'Ascensione (che quell'anno cadeva proprio il 26 maggio), e di inginocchiarsi davanti al quadro della Madonna che sarebbe stato esposto: così facendo avrebbe visto "una cosa bellissima".
Domenica ubbidì e, la sera dell'Ascensione, mentre durante la Messa si cantavano le litanie dei santi, si inginocchiò davanti al quadro e cadde ripiegata sul fianco destro, restando rapita in quella posizione fino a che i sacerdoti, a celebrazione terminata, andarono a ridestarla: ad essi, la giovinetta riferì di aver visto Maria Vergine con il Bambino in braccio e il rosario nella mano destra, che la invitava a testimoniare a tutti quanto aveva visto. Se da una parte l'annuncio venne colto con un certo scetticismo (specialmente da parte dei sacerdoti), tra il popolo crebbe comunque la devozione verso la Madonna di Caravaggio, e Giacomo Moser commissionò ad una pittrice trentina, Elena Zambaiti, un secondo quadro dell'apparizione bergamasca, mentre il conte e canonico Girolamo Bucelleni fece ricostruire l'altare della chiesa nelle forme attuali: la benedizione del nuovo altare venne fissata all'8 settembre dello stesso anno, con rito solenne e partecipazione del pievano di Piné. Proprio durante questa celebrazione la Vergine apparve a Domenica per la terza volta: in questa occasione, il Bambino in braccio a Maria era ferito e sanguinante (a causa dei peccati), e la stessa era accompagnata dai santi Giuseppe, Gioacchino e Anna; la Vergine benedisse personalmente il nuovo quadro e disse a Domenica di informare i fedeli che in quel luogo Ella avrebbe ascoltato le loro preghiere; anche in questo caso, la rivelazione incontrò incredulità da parte del clero.
Due giorni dopo, la Madonna apparve nuovamente a Domenica, stavolta in località "Pralongo", esortandola a confidarsi con don Michele Bernardi, suo confessore: tramite l'intervento di quest'ultimo la diocesi aprì un regolare processo canonico che avrebbe autorizzato infine la celebrazione solenne della festa della comparsa di Maria a Montagnaga il 26 maggio. L'ultima apparizione, datata 26 maggio 1730, avvenne nuovamente nella chiesa di Sant'Anna: Maria, seguita da uno stuolo di vergini, manifestò la propria soddisfazione a Domenica e operò alcune guarigioni, per poi andarsene.

### Seguito

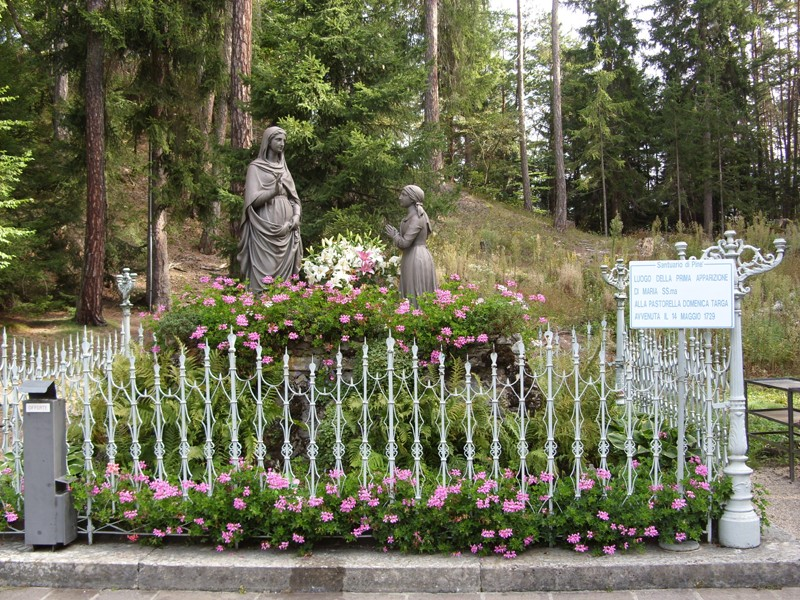
Gruppo bronzeo nella Conca della Comparsa: le statue, raffiguranti la Vergine Maria e la veggente Domenica Targa, sono opera di Pietro Vernazza, vennero realizzate nel 1887 da una fonderia di Lione e benedette dal vescovo di Trento Carlo Eugenio Valussi

Il processo canonico sui fatti di Montagnaga si svolse dal 20 al 23 maggio 1730 nel castello del Buonconsiglio a Trento, presieduto da don Antonio Flamacino, esaminatore prosinodale ed economo della Camera vescovile; riprese poi il 22 agosto 1730 a Montagnaga. In entrambe le sedute venne interrogata Domenica Targa così come altri testimoni, e tutti i resoconti risultarono coerenti tra loro. Tuttavia, se da una parte il processo consentì la celebrazione dell'evento, la Chiesa cattolica non si pronunciò mai ufficialmente, pro o contro, sulle apparizioni.
Il culto si sviluppò negli anni seguenti, portando alla trasformazione della conca e della chiesa di Sant'Anna in luoghi di pellegrinaggio, e la chiesa stessa, oggi nota come santuario della Comparsa, venne ricostruita. La crescente devozione verso la Madonna di Piné sottrasse i fedeli alla vicina pieve di Civezzano, dove si venerava una statua ritenuta miracolosa; il 18 marzo 1808 le autorità bavaresi fecero spostare l'immagine pinetana nella chiesa di Civezzano e proibirono la celebrazione di messe a Montagnaga, ma pochissimi visitarono l'icona a Civezzano e alla fine veementi proteste popolari ne comportarono la restituzione il 30 aprile dell'anno seguente; secondo alcune versioni il quadro venne invece sottratto nottetempo dagli stessi civezzanesi, invidiosi; quale che sia la verità, la vicenda valse loro il soprannome di robamadone ("rubamadonne").
Nel 1894 sull'immagine della Madonna di Caravaggio più recente (quella realizzata da Elena Zambaiti) venne apposta una coroncina d'oro, durante una celebrazione presieduta dal vescovo di Trento Carlo Eugenio Valussi, concelebranti i vescovi Haller (Salisburgo), Aichner (Bressanone), Callegari (Padova) e Feruglio (Vicenza). 
Nel 1900-06 venne costruito sopra alla conca della Comparsa il monumento al Redentore; il tragitto che conduce dal santuario alla conca è arricchito da alcuni gruppi scultorei (Annunciazione e Visita a Elisabetta nella "contrada dei Fregoloti", Presentazione al Tempio presso il bivio per Puel, Guarda e Buss), oltre che da una grotta della Natività (sempre ai Fregoloti); un altro gruppo scultoreo, rappresentante l'apparizione della Madonna a Domenica Targa, è presente nella conca stessa.

## Lista delle apparizioni

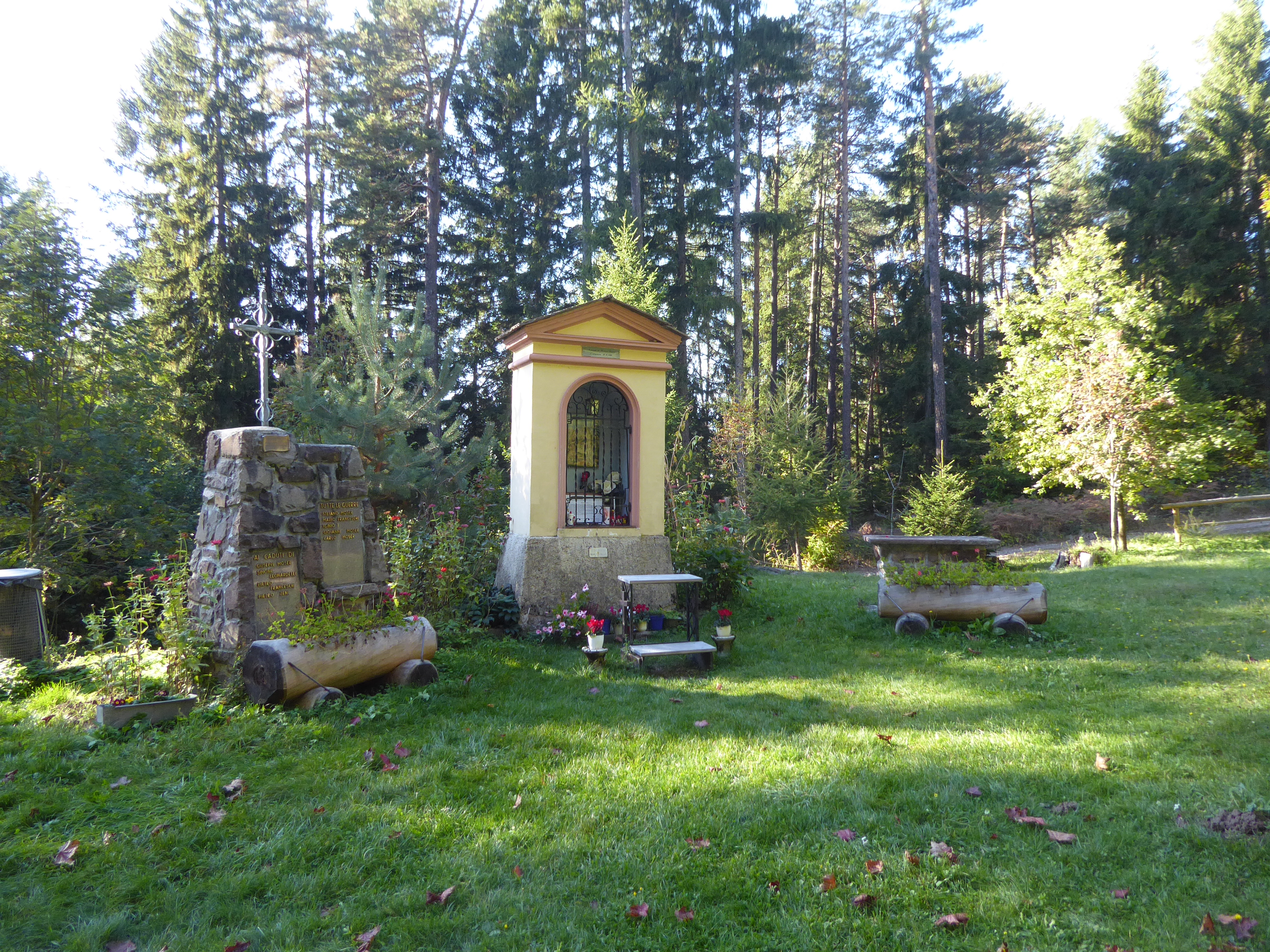
Il sito della quarta comparsa in località Pralongo

Le cinque apparizioni sono le seguenti:
1. 14 maggio 1729, conca del Palustel (poi conca della Comparsa)
2. 26 maggio 1729, chiesa di Sant'Anna (santuario della Comparsa)
3. 8 settembre 1729, chiesa di Sant'Anna
4. 10 settembre 1729, località Pralongo
5. 26 maggio 1730, chiesa di Sant'Anna

## Domenica Targa

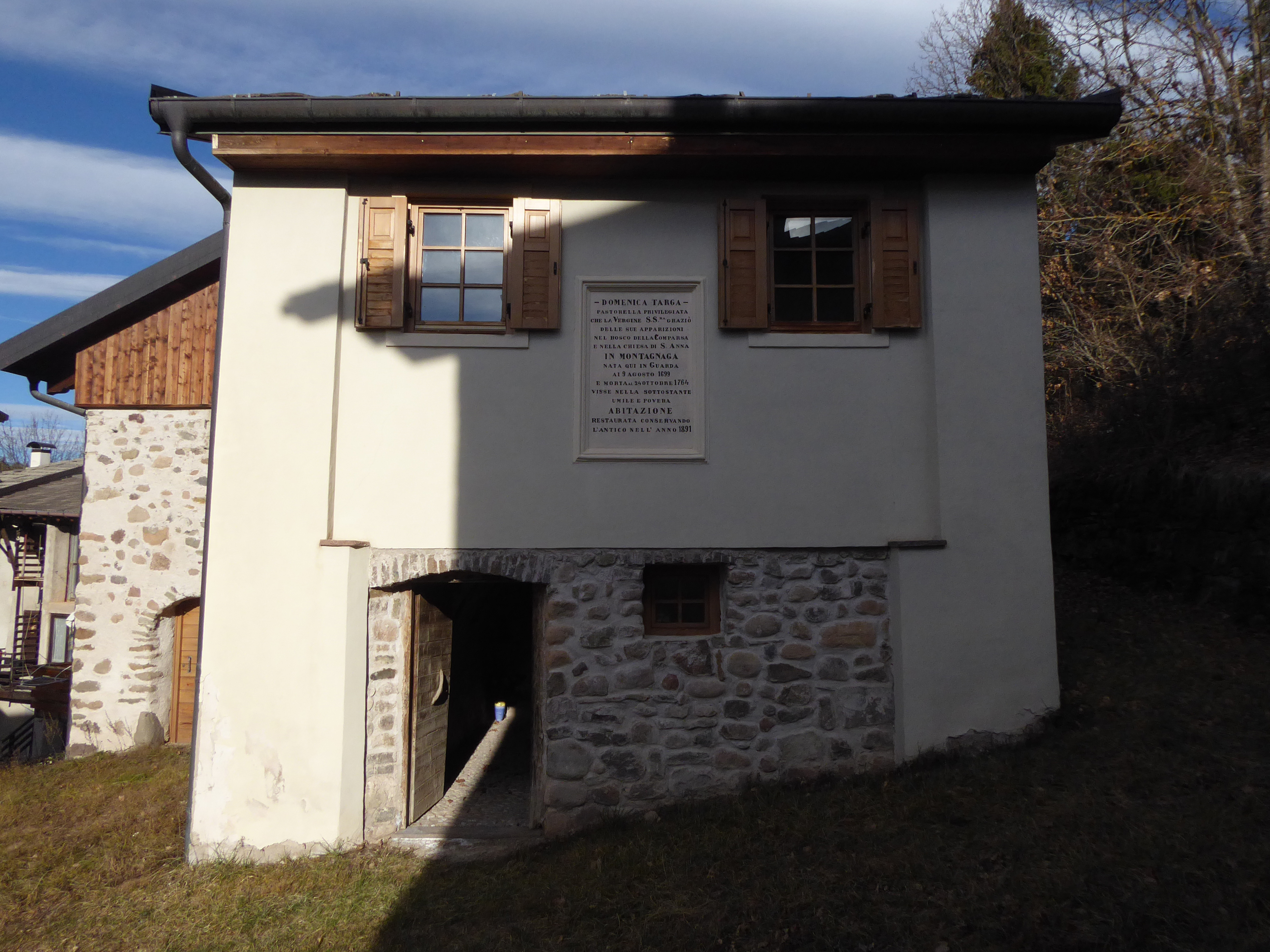
La casa natale di Domenica Targa a Guarda

Domenica Targa, la fanciulla testimone delle apparizioni, nacque il 9 agosto 1699 da Nicolò Targa e Domenica Cristele a Guarda (o Guardia), un paesino distante poche centinaia di metri da Montagnaga, oggi parte del comune di Pergine Valsugana. Dopo le visioni Domenica rimase a vivere a Guarda dove, per sua volontà, nel 1742 venne edificata una cappella intitolata alla Madonna di Caravaggio. Non si sposò né ebbe discendenza; alla morte, avvenuta il 24 ottobre 1764, lasciò alcuni modesti legati alla chiesa parrocchiale di Pergine, alla confraternita di San Filippo Neri (cui era iscritta dal 1758), alla chiesetta del Buss e a suo fratello Cristoforo. Dopo le esequie, celebrate il seguente 26 ottobre, venne sepolta come da suo desiderio nel cimitero di Montagnaga.
La casa natale di Domenica Targa è stata restaurata nel 1981 (con l'occasione è stata anche murata nella parete una targa commemorativa), e di nuovo nel 2001-2002.